# Antey-Saint-André
Antey-Saint-André là một đô thị ở vùng thung lũng Aosta tây bắc Italia.

## Các làng
Avout, Buisson, Cerian, Chaillein, Champagne, Chessin, Epaillon, Fiernaz, Filey, Grand Moulin, Herin, Lies, Lilla, Lillaz, Lod, Moulin, Navillod, Noussan, Nuarsaz, Petit Antey, Poutaz, Ruvere, Villettaz

## Các đô thị giáp ranh
Chamois, Châtillon, La Magdeleine, Saint-Denis, Torgnon, Valtournenche
| Allein • Antey-Saint-André • Aoste • Arnad • Arvier • Avise • Ayas • Aymavilles • Bard • Bionaz • Brissogne • Brusson • Challand-Saint-Anselme • Challand-Saint-Victor • Chambave • Chamois • Champdepraz • Champorcher • Charvensod • Châtilon • Cogne • Courmayeur • Donnas • Doues • Emarèse • Etroubles • Fontainemore • Fénis • Gaby • Gignod • Gressan • Gressoney-La-Trinité • Gressoney-Saint-Jean • Hône • Introd • Issime • Issogne • Jovençan • La Magdeleine • La Salle • La Thuile • Lillianes • Montjovet • Morgex • Nus • Ollomont • Oyace • Perloz • Pollein • Pont-Saint-Martin • Pontboset • Pontey • Pré-Saint-Didier • Quart • Rhêmes-Notre-Dame • Rhêmes-Saint-Georges • Roisan • Saint-Christophe • Saint-Denis • Saint-Marcel • Saint-Nicolas • Saint-Oyen • Saint-Pierre • Saint-Rhémy-en-Bosses • Saint-Vincent • Sarre • Torgnon • Valgrisenche • Valpelline • Valsavarenche • Valtournenche • Verrayes • Verres • Villeneuve |